# Richard Woodman
Pour les articles homonymes, voir Woodman.
Richard Woodman, né le 10 mars 1944 et mort le 2 octobre 2024, est un romancier et historien de la marine britannique. 

## Biographie
Richard Woodman prend sa retraite en 1997 après 37 années de carrière nautique, principalement pour le compte de Trinity House, pour se dédier à l'écriture à temps complet. 
Son œuvre principale est la série en 14 volumes sur la vie et carrière de Nathaniel Drinkwater, et des séries plus courtes sur James Dunbar et William Kite, mais écrit également plusieurs ouvrages factuels sur la Royal Navy au XVIIIe siècle et pendant la Seconde Guerre mondiale. Il a écrit une étude en trois tomes sur les convois pendant la Seconde Guerre mondiale. Contrairement à d'autres romanciers de marine, tels que C.S. Forester ou Patrick O'Brian, il a servi en mer. Il prend la mer à l'âge de seize ans en tant que midshipman et passe dix-sept ans avec une position de commandement. 

## Œuvres

### SérieNathaniel Drinkwater
1. An Eye of the Fleet
2. A King's Cutter
3. A Brig of War
4. The Bomb Vessel
5. The Corvette
6. 1805
7. Baltic Mission
8. In Distant Waters
9. A Private Revenge
10. Under False Colours
11. The Flying Squadron
12. Beneath the Aurora
13. The Shadow of the Eagle
14. Ebb Tide[5]

### Trilogie «William Kite»
1. The Guineaman
2. The Privateersman
3. The East Indiaman

### Série «James Dunbar»
- Waterfront
- Under Sail

### Autres romans
- The Ice Mask
- Dead Man Talking
- Wager
- Endangered Species
- The Darkening Sea
- Voyage East or The Antigone
- The Accident
- Act of Terror
- Captain of the Caryatid
- The Cruise of the Commissioner

### Ouvrages historiques
- The Sea Warriors
- The Victory of Seapower, 1806-1814
- Keepers of the Sea: The Yachts and Tenders of Trinity House
- The Lighthouses of Trinity House
- A Brief History of Mutiny
- View from the Sea
- Arctic Convoys, 1941-1945
- Malta Convoys
- The Real Cruel Sea, The Merchant Navy in the Battle of the Atlantic, 1939-1943
- The History of the Ship
- The Story of Sail (coauteur)
- …Of Daring Temper, The History of The Marine Society
- Decision at Trafalgar (1985)